# 津山ガス
津山ガス（つやまガス）は、岡山県津山市に本社を置く一般ガス事業者である。

## 概要
当社は津山市の中心区域に都市ガス、津山市及び周辺地域に液化石油ガス（LPガス）の供給を行う企業である。
- 需要家数：9,171個（取付メーター数、2009年12月末）
- ガス販売量：2,611千m3（46MJ/m3、2009年1月～12月)

## 事業所
- 津山ガス天然ガス事業所 津山市野介代
- 津山ガスセンター 上河原ショールーム 津山市上河原
- 津山ガス田町ショップ 津山市田町

## 沿革
- 1922年（大正11年） - 会社設立
- 2010年（平成22年）3月25日 - 天然ガスへの転換完了

## 周辺のガス事業者
- 鳥取ガス - 津山ガスと同様に、酒造会社オーナーが設立している。
- 岡山ガス